# Ingrid Hartlieb

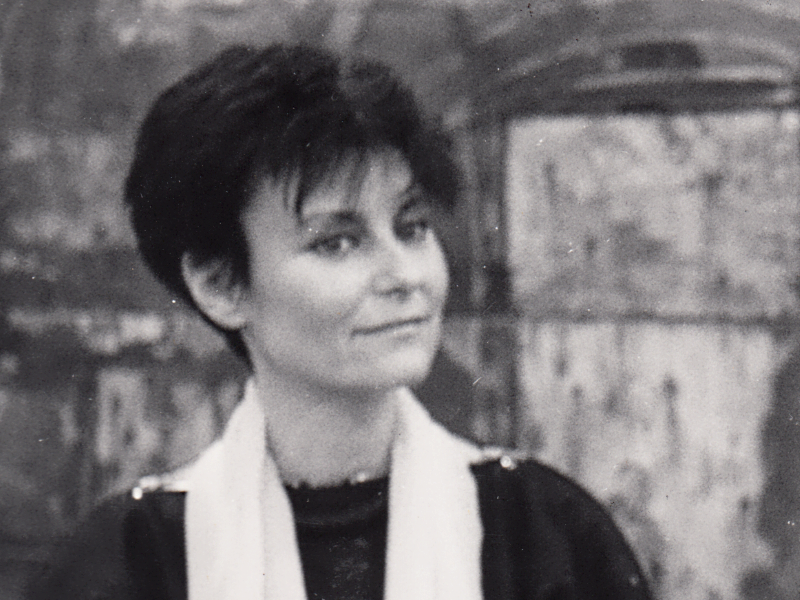
Ingrid Hartlieb, 1986

Ingrid Hartlieb (* 1944 in Reichenberg, Reichsgau Sudetenland) ist eine bildende Künstlerin und Malerin.

## Biografie
Ingrid Hartlieb studierte von 1972 bis 1977 Bildhauerei an der Kunstakademie Stuttgart bei Peter Grau und Rudolf Hoflehner. Von 1985 bis 1989 hatte sie einen Lehrauftrag an der Fachhochschule für Gestaltung in Pforzheim. Bei Studien- und Arbeitsaufenthalten sammelte sie anschließend weitere künstlerische Eindrücke und Erfahrungen.
Als freischaffende Bildhauerin und Zeichnerin ist Ingrid Hartlieb seit 1979 Mitglied im Deutschen Künstlerbund. Seit Anfang der 1980er Jahre ist Hartlieb bei in- und ausländischen Museumsausstellungen und Galerien präsent. Sie lebt in Stuttgart.

## Stipendien und Auszeichnungen

### Stipendien
- 1982: Arbeitsstipendium des Landes Baden-Württemberg im italienischen Olevano Romano.
- 1988: Arbeitsaufenthalt in Chicago, mit Unterstützung der Kunststiftung Baden-Württemberg.
- 1989 bis 1990: Studienaufenthalt in der Cité Internationale des Arts Paris in Paris.
- 1995: Arbeitsaufenthalt im Socrates Sculpture Park, New York.[2]
- 1998: Workshop am Technikon Natal, Südafrika.

### Auszeichnungen
- 1980: Hauptpreis der Neuen Darmstädter Sezession[3]
- 1986: Lovis-Corinth-Förderpreis der Künstlergilde Esslingen[4]
- 2010: Sudetendeutscher Kulturpreis für bildende Kunst und Architektur[5]
- 2018: Maria-Ensle-Preis der Kunststiftung Baden-Württemberg[6]

## Werk
Ingrid Hartlieb beschreibt ihre Arbeiten als „Form gewordene Reflexionen über die Welt, Chiffren menschlicher Existenz“. Sie sagte, ihre Arbeiten handelten „von der Bruchstückhaftigkeit des Erfassens der Welt, von der Unmöglichkeit die Ganzheit der Welt darzustellen, bzw. nur den Bruchteil der darin angelegten eigenen Existenz zu fassen“ Aus Skizzen und Zeichnungen entwickelt Hartlieb Skulpturen. Für diese verwendet sie heimische Holzarten, die in unterschiedlichen Schichtstärken zusammengeleimt und mit der Kettensäge in ihre endgültige Form gebracht werden. Hartlieb nennt sie Boje, Pendel, Kreisel, Nische oder Rettungsringe. Sie schafft zusätzliche Oberflächenreize, indem sie ihren Skulpturen zusätzlich eine Patina aus Pigment und Wachs gibt. Der Zuordnung naturalistisch oder abstrakt bleiben sie entzogen. Einzeln oder zu mehreren oder thematisch zusammengestellt, passt Hartlieb sie ihren Intentionen und den Ausstellungsräumen an. Ingrid Hartlieb arbeitet weit überwiegend mit Holz. Zu ihrem Œuvre gehören einige wenige Skulpturen aus Gusseisen oder Stahl.

„Ingrid Hartlieb erweist sich [ … ] als eine der wichtigsten Künstlerinnen ihrer Generation. Das wird auch deutlich in den Beispielen ihrer Skulptur im öffentlichen Raum, [ … ], darunter auch ausnahmsweise eine Stahlplastik im Eislinger Stadt-Kreisverkehr oder einem fünf-auf-fünf-Meter-Gefäß auf Long Island: »Only to the open sky«. Hartliebs Werk ist auf dem Boden verortet, mit Blick gen Himmel.“

Ingrid Hartlieb entwickelte zudem Bühnenbilder für das Varieté-Theater Tigerpalast in Frankfurt am Main.

## Ausstellungen (Auswahl)

### Einzelausstellungen
Zu den mit «K» gekennzeichneten Ausstellungen erschien ein Katalog.
- 1983: Galerie Below, Stuttgart
- 1985: Mannheimer Kunstverein
- 1987: Kunstverein Ludwigshafen am Rhein
- 1989: Oskar Friedl Gallery, Chicago
- 1989: Trabia-McAfee-Gallery, New York
- 1990: Galerie Municipale Eduard Manet, Gennevilliers
- 1991: Holzskulpturen, Galerie Timm Gierig & Cäsar Radetzky am Schlachthof, München[12]
- 1993: Die zerstreuten Bruchstücke der Wirklichkeit, Skulpturen und Zeichnungen 1988 bis 1993, Gerhard-Marcks-Haus, Bremen; Oskar Friedel Gallery, Chicago; Milwaukee Art Museum, MilwaukeeK
- 1994: Chazen Museum of Art (früher Elvehjem Museum of Art), Madison (Wisconsin), USA
- 1994: Galerie Schloss Haigerloch
- 2003: Interieur – Holzskulpturen und Zeichnungen, Kulturverein Zehntscheuer, Rottenburg am Neckar
- 2006: Künstlerhaus Ulm, Ulm
- 2009: ZhouB Art Center, Chicago, Chicago Revisited 1989–2009[13][14]
- 2010: Totale, Kunsthalle Schweinfurt, Schweinfurt[15][16]
- 2011: Ingrid Hartlieb – Zeitinsel, Holzskulpturen und Zeichnungen, Galerie Harthan, Stuttgart[17]
- 2014: Städtische Galerie und Stadtgebiet Lahr[18][9]
- 2017: Dreifach ist der Schritt der Zeit, Retrospektive Jena 2017[19]
- 2019: Zeichnung und Skulptur aus vier Jahrzehnten, Galerie Wohlhueter, Leibertingen[20][21]

### Ausstellungsbeteiligungen und Symposien
- 1979: 27. Jahresausstellung des DKB in StuttgartK
- 1980: 28. Jahresausstellung des DKB in HannoverK
- 1981 bis 1995: Freie Berliner Kunstausstellung, Berlin
- 1982 und 1984: Große Kunstausstellung München, München Neue Gruppe
- 1985: Württembergischer Kunstverein, StuttgartK
- 1991: Der Deutsche Künstlerbund in Darmstadt. 39. JahresausstellungK[22]
- 1995: Socrates Sculpture Park, New York
- 1995: Laumeier Sculpture Park und Museum, St. Louis[23]
- 1995: Bianca Lanza Gallery, Miami
- 2002: Eigenart – Kunst und Natur am Venusberg, AidlingenK
- 2008: SkulpTour Zollernalb, zwischen Balingen und Schömberg (Zollernalbkreis)
- 2013: Gemischtes Doppel, Rosenheim[24][25]
- 2013: Skulpturenweg Wasserburg am Inn[26]
- 2014/15: Sculptoura – Kunst am Radweg Landkreis Böblingen K
- 2015: Künstlerräume, Staatsgalerie Stuttgart[27]

## Werke (Auswahl)

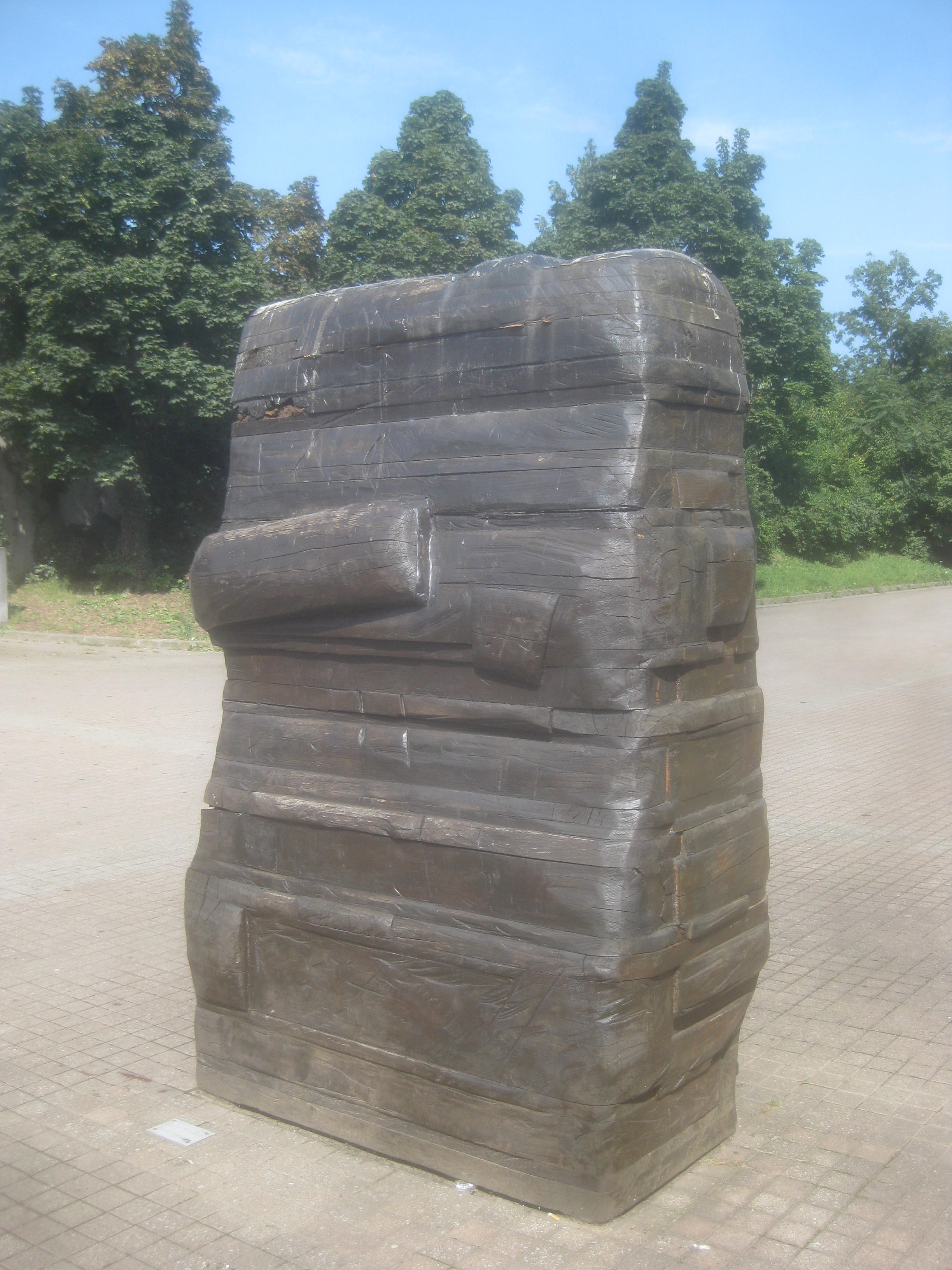
Großes Rumpfholz, Stuttgart-Zuffenhausen

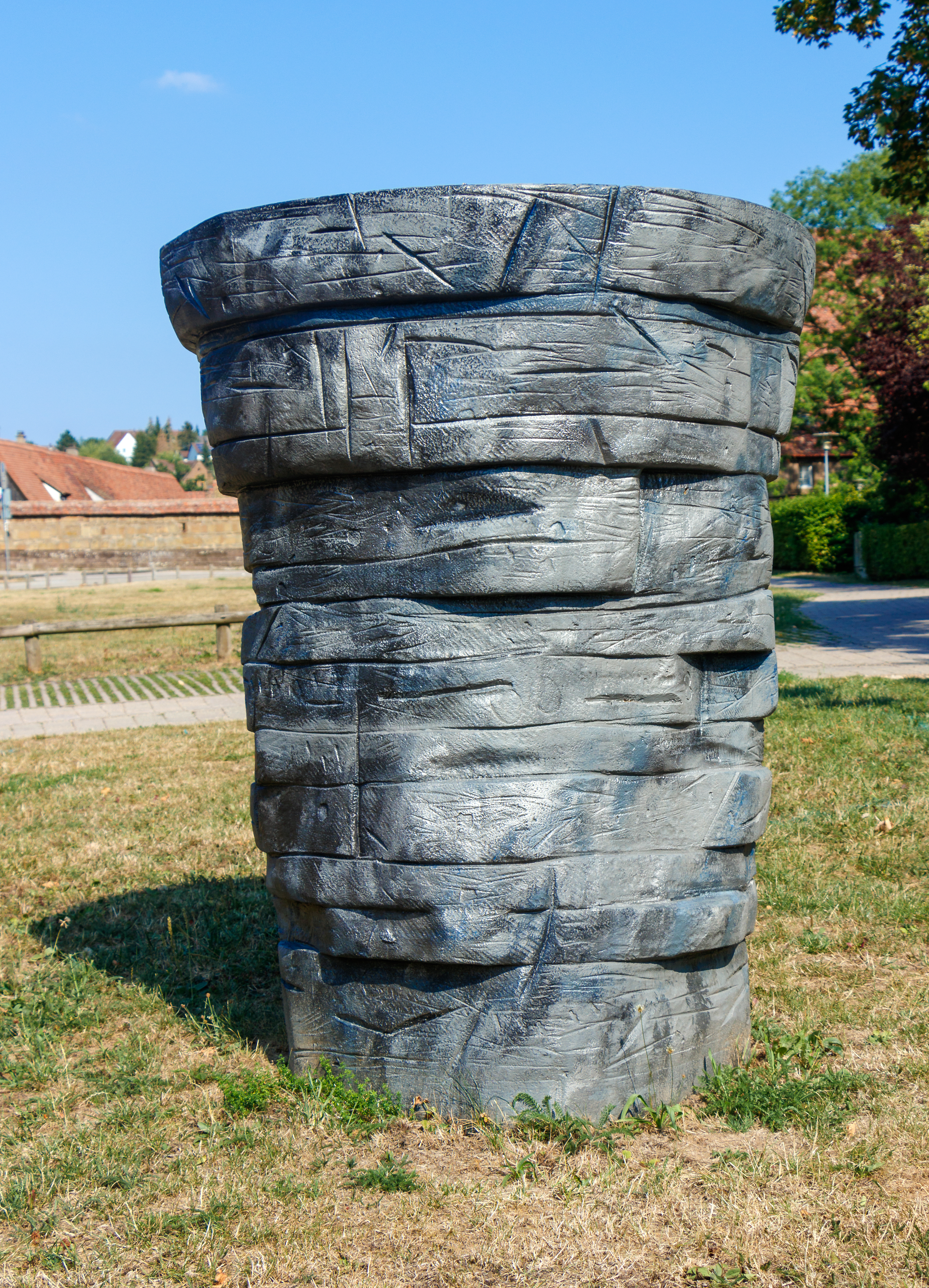
Gusseiserner Blickfänger, Skulpturenweg Maulbronn

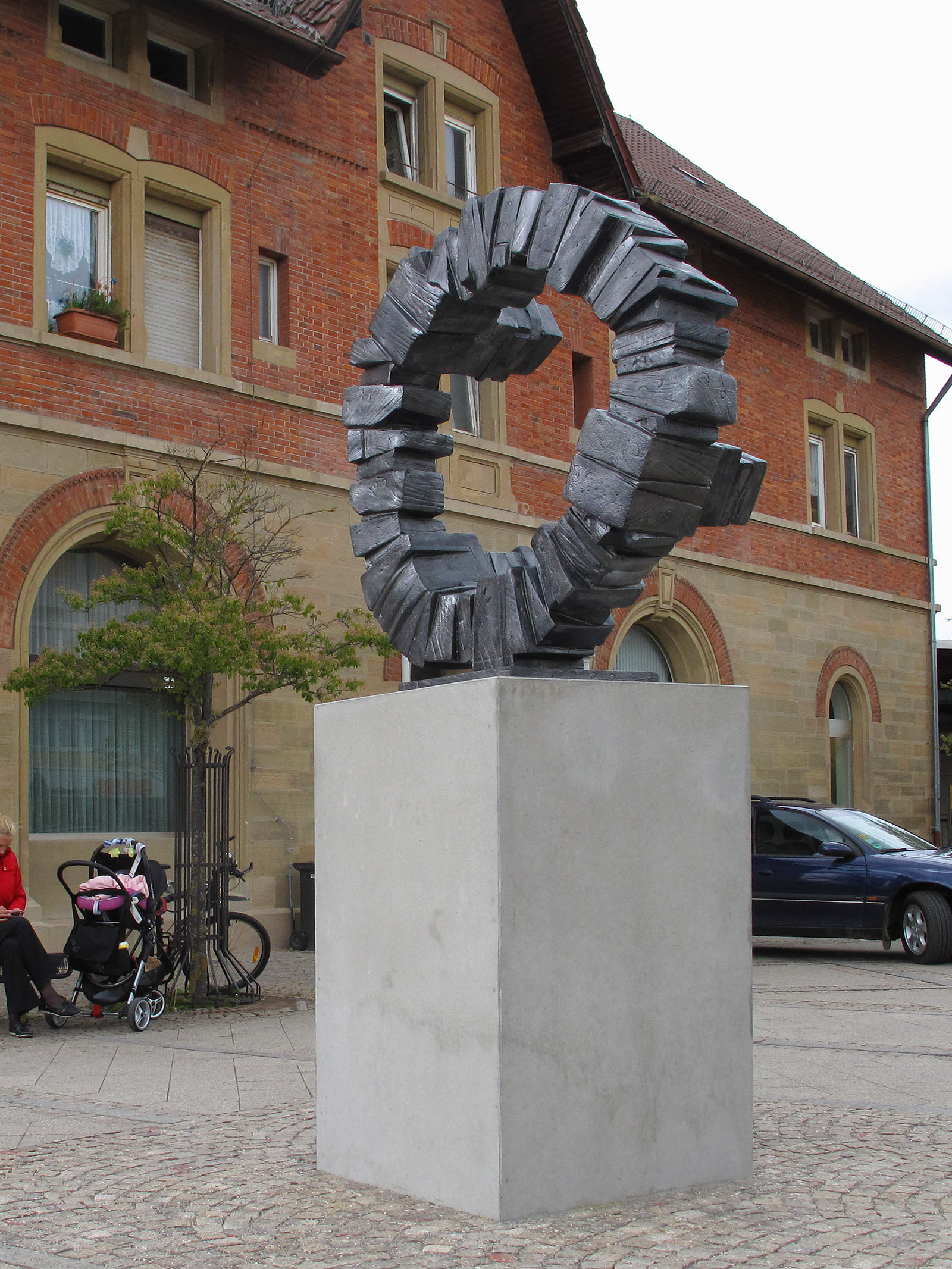
Zwickmühle, Herrenberg

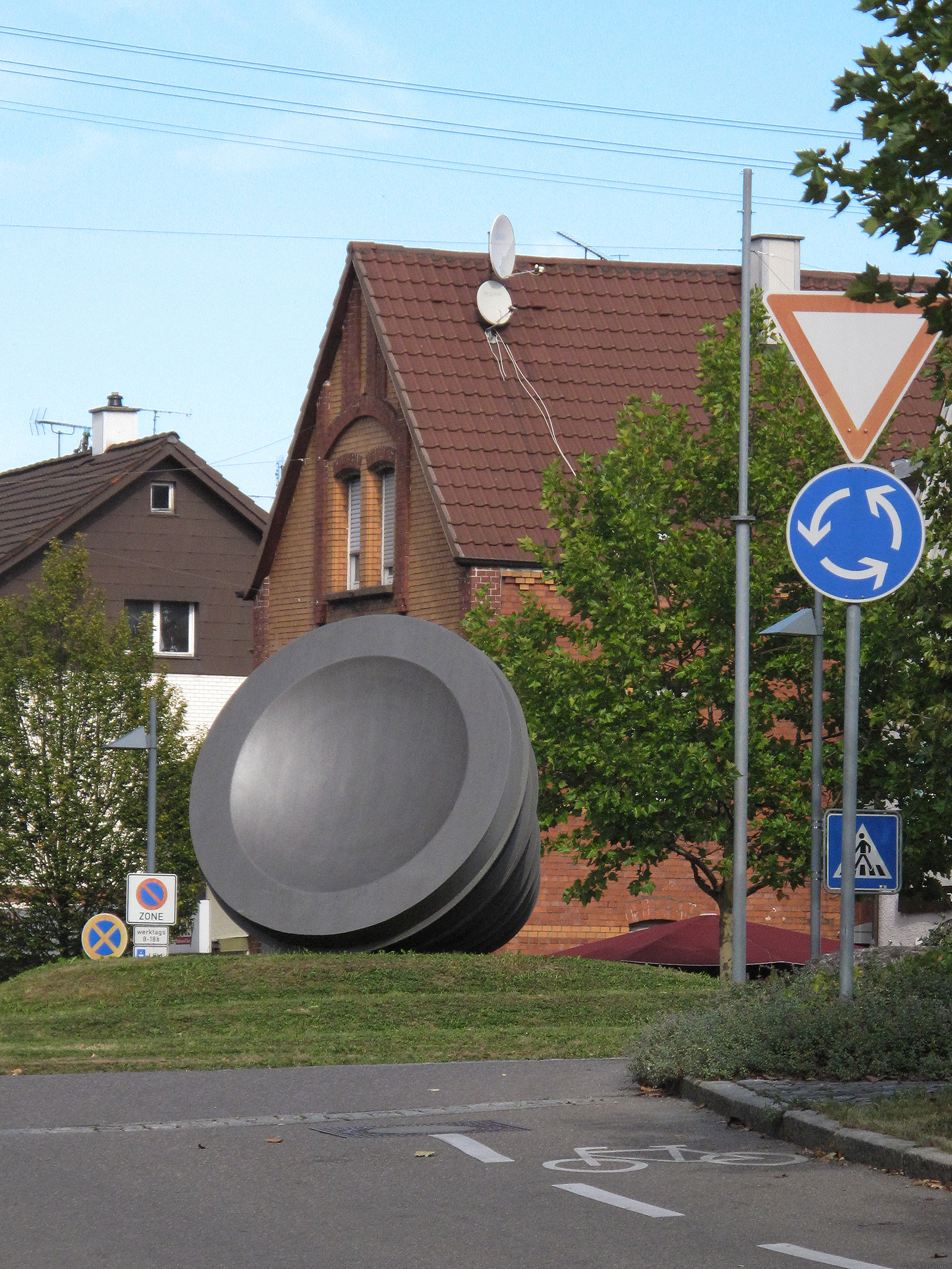
Der Empfänger, Eislingen/Fils

### Werke im öffentlichen Raum
- 1984: Der Einzelgänger, Holzdenkmal im Hof der Stadtwerke Ludwigsburg, Gänsfußallee 23, Ludwigsburg[28]
- 1984/2006: Großes Rumpfholz, Stuttgart-Zuffenhausen ⊙
- 2002: Rekonstruktion, Deißlingen, wurde 2013 von Hartlieb rekonstruiert, nachdem die Skulptur von einem LKW umgefahren worden war[29] ⊙
- 2003: Empfänger, Eislingen/Fils[30][31][32] ⊙
- 2014: Zwickmühle, Herrenberg, Jerg Ratgeb Skulpturenpfad ⊙
- 2016: Gusseisener Blickfänger, Gusseisen, Skulpturenweg Maulbronn ⊙

### Kunst am Bau
- Robert-Mayer-Berufsschule, Stuttgart
- 1986: Ökumenisches Zentrum, Karlsruhe-Oberreut[33]
- 1988: Kurmainz-Kaserne, Tauberbischofsheim, Torbogen[34]
- 1994: Staatliches Forstamt Schwäbisch Gmünd, Eingangsgestaltung[35]
- um 1995: Erlösergemeinde Wiesbaden-Sauerland, Chorraumausstattung[36]
- 1997: Staatliche Akademie für Lehrerfortbildung Esslingen-Zell

## Publikationen
- Ingrid Hartlieb: Dreifach ist der Schritt der Zeit. Retrospektive Jena 2017, Hrsg.: Philipp Schreiner, Jena 2017.[37]
- Ingrid Hartlieb: Skulpturen und Zeichnungen 1975–1985. Verlag für zeitgenössische Kunst, Berlin 1985.
- Ingrid Hartlieb: Skulpturen und Zeichnungen. Hrsg.: Kunstverein Ludwigshafen, 1987.
- Ingrid Hartlieb: Skulpturen, Zeichnungen, Ausstellungen. Darmstadt 2000.
- Ingrid Hartlieb: Abstandhalter, Schutzschilder, Fluchtwerkzeuge ... Text: Lothar Romain. Verlag DASA Galerie, Dortmund 2005.
- Ingrid Hartlieb: Totale : Skulpturen, Zeichnungen. Hrsg.: Kunsthalle Schweinfurt, Text: Andrea Brandl, Illustration: Ingrid Hartlieb, 2010, (K) ISBN 3-936042-36-5.
- Ingrid Hartlieb: Die zerstreuten Bruchstücke der Wirklichkeit. Skulpturen und Zeichnungen 1988 bis 1993. Hrsg.: Gerhard-Marcks-Haus, Bremen; Oskar Friedel Gallery, Chicago; Milwaukee Art Museum.